# Neogamasellevans dentata
Neogamasellevans dentata är en spindeldjursart som beskrevs av Wolfgang Karg 1975. Neogamasellevans dentata ingår i släktet Neogamasellevans och familjen Ologamasidae. Inga underarter finns listade i Catalogue of Life.